# Ingo Kühl
Ingo Kühl (nascido em 29 de junho de 1953) é um pintor, escultor e arquiteto alemão.

## Biografia

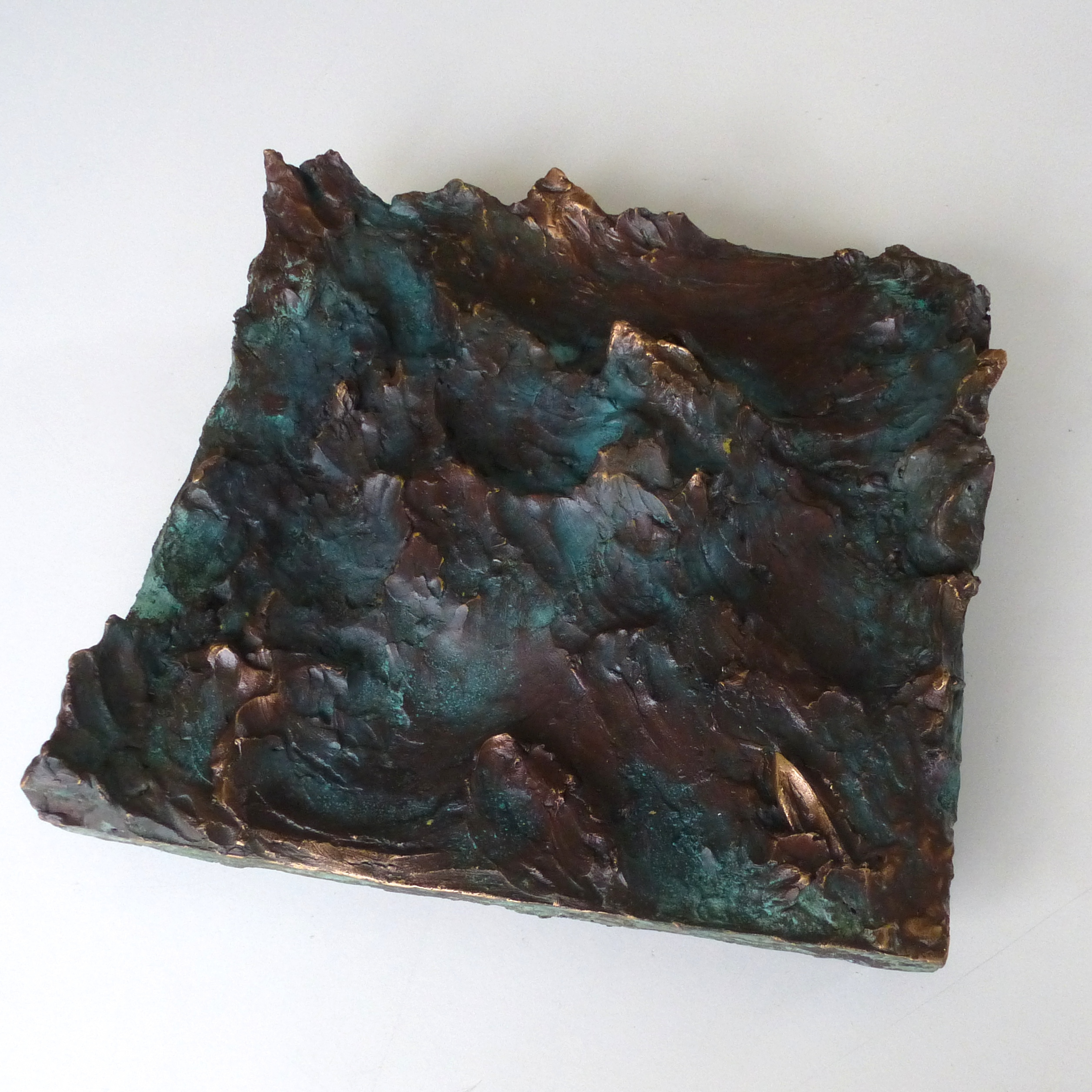
Boot in bewegter See (Barco em mar em movimento), relevo em bronze 31 × 31 × 8 cm, 2019

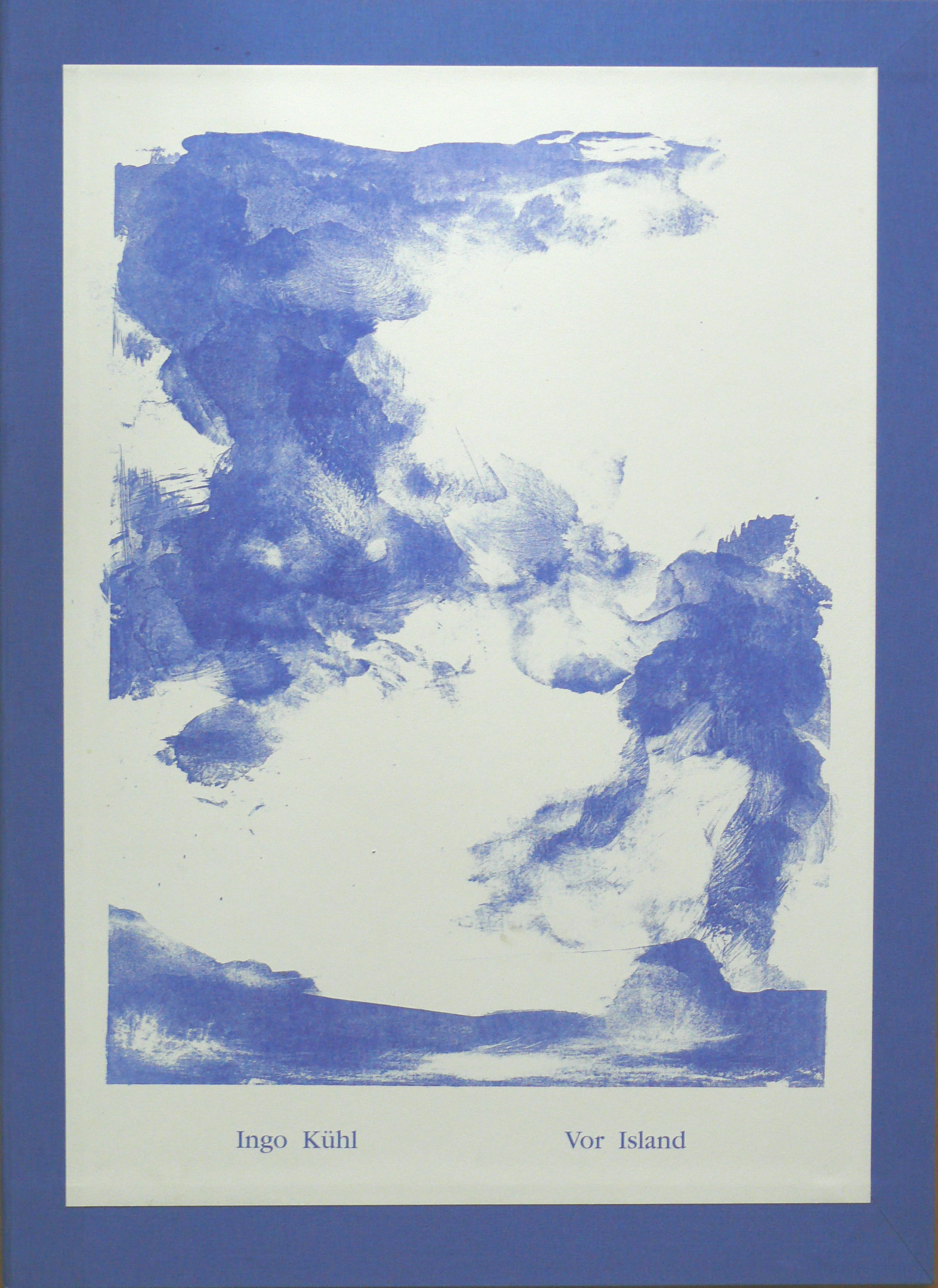
Vor Island (Antes da Islândia), página de título do portfólio com 5 litografias coloridas, 1996

Ingo Kühl nasceu em 1953 em Bovenau, na Alemanha do Norte. Começou por estudar arquitectura em Quiel e, a seguir, belas artes na Hochschule der Künste em Berlim. Fez várias estadias de trabalho no estrangeiro, nomeadamente em Nova Iorque, Ilhas Feroe,
Islândia, Países bálticos, Escandinávia, Ilhas da Madeira e Ísquia, assim como na Algarve. Em 1995 foi artista residente no Centro Cultural São Lourenço com ateliê na Goldra, Algarve. Em 2000 fez uma viagem à volta do mundo
e vive no Pacífico em 2001-2002. Isto foi por viagens em Vanuatu, Papua-Nova Guiné, Terra do Fogo e arredores do Cabo Horn. Também estadias em Portugal. Pinta o mar e o céu. Numerosas exposições na Alemanha e em Portugal. Vive e trabalha na Ilha de Sylt, e em Berlim.

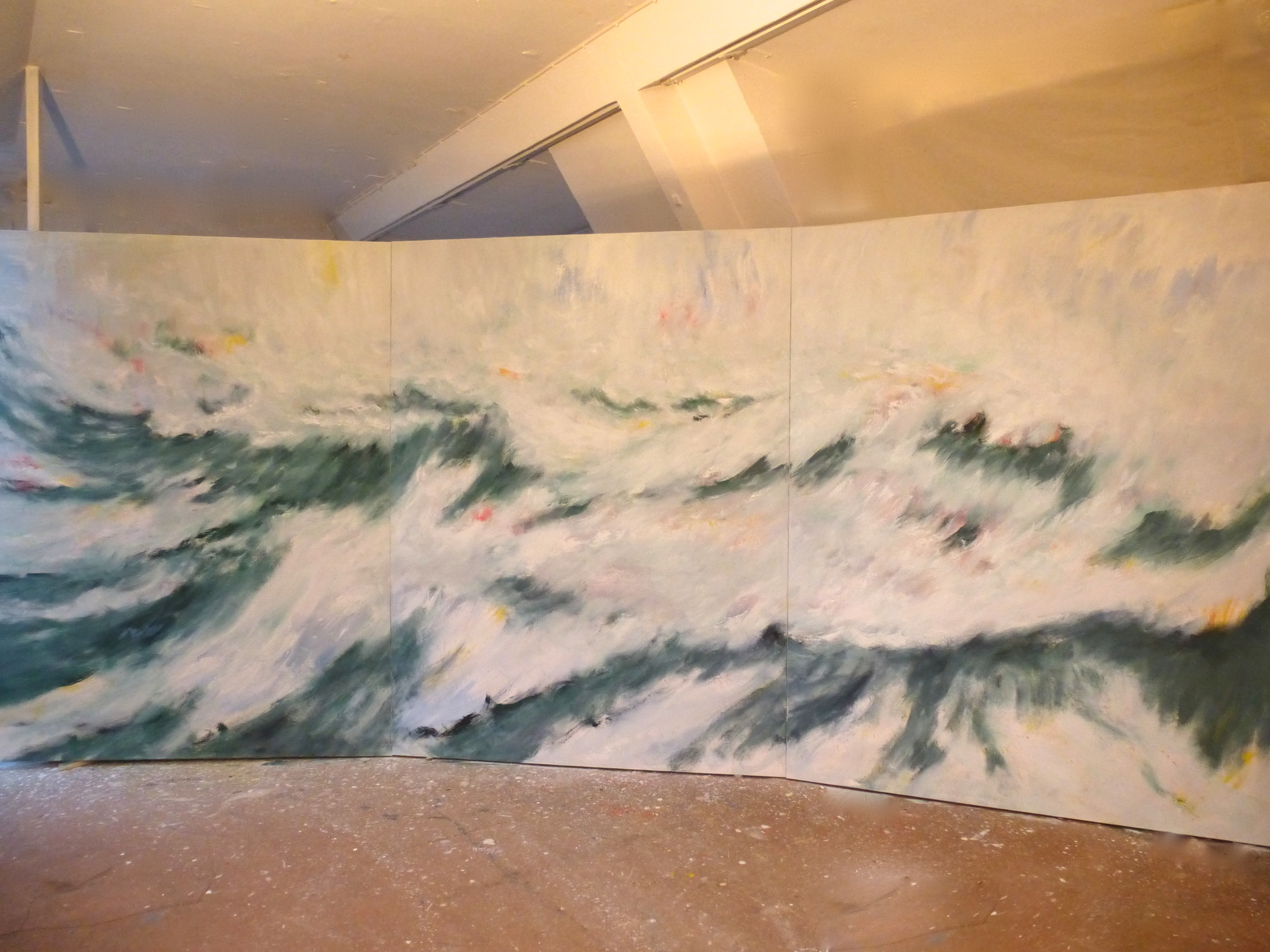
Bewegtes Meer III (Mar em movimento), pintura a óleo 250 x 570 cm, 2020

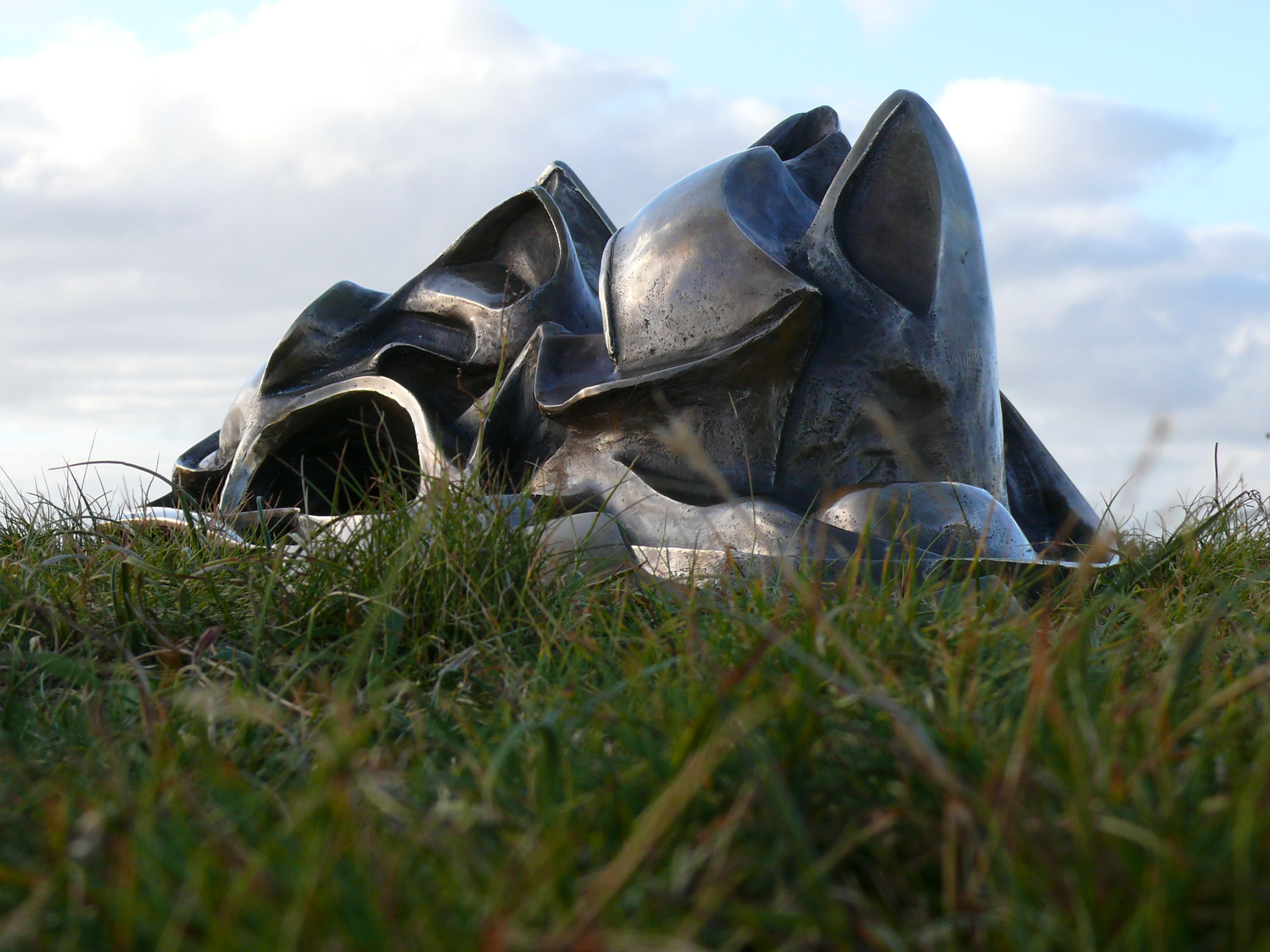
Architektur-Skulptur (Escultura arquitetônica), bronze 69 x 35 x 20 cm, 1988

## Exposições individuais (selecção)
- Óleos, Centro Cultural São Lourenço, Almancil, Algarve, 1986.[8]
- A velha ponte de madeira da Quinta do Lago, Centro Cultural São Lourenço, Almancil, 1998.[9]
- Paisagens marinhas, Centro Cultural São Lourenço, Almancil, 2001.[10]
- Sea and Sky, Galeria de Arte Vale do Lobo, Algarve, 2002.[11]
- La Mer, Espace Culturel Français, Port Vila, Vanuatu, 2002.[12]
- Dance – Masks – Ceremonies, Nasonal Miusium blong Vanuatu (Museu Nacional de Vanuatu), Port Vila, 2002.[13]
- Südseewellen, Ethnologisches Museum, Berlin-Dahlem, 2004/05.[14]
- Macht der Natur, Museum der Stadt Bad Hersfeld, 2005.[15]
- Paisajes del Fin del Mundo, 1. Cooperativa de Arte, Santiago, Chile, 2005.[16]
- Paisajes del fin del Mundo II, Embajada de Chile en Alemania, Berlim 2006.[17]
- In der Nähe des Meeres, Nordfriesland Museum, Nissenhaus, Husum, 2018.[18]
- Ode an das Meer, Stadtgalerie Alte Post, Westerland/ Sylt 2023.[19]

## Exposições colectivas (selecção)
- Arte Contemporânea – Colecção Marie e Volker Huber, com João Cutileiro, José de Guimarães, Antoni Tàpies, Günter Grass, Wolf Vostell, Rainer Wölzl, Corneille e outros, Convento do Espírito Santo, Loulé, 1989.[20]
- Arte Europeia Contemporânea – Colecção Marie e Volker Huber, com João Cutileiro, José de Guimarães, Günter Grass, Heribert C. Ottersbach, Blek le Rat e outros, Antigo mercado municipal de Portimão, 1993.[21]
- Manada invade o Palácio. 8 Artistas, 8 Vacas, com Helge Leiberg, Glyn Uzzell, Susan Norrie, Karsten Fuge, Gustavo, Philippe Claisse, Juan Martinez, Palácio Sotto Maior, Figueira da Foz, 2004.[22]
- Para / for / für Volker - 36 artistas prestam homenagem a / 36 artists pay their Hommage to / 36 Künstler gedenken Volker Huber, com David de Almeida, Manuel Baptista, René Bértholo, Norbert Bisky, Günter Grass, José de Guimarães, A. R. Penck, António Costa Pinheiro, Bartolomeu Cid dos Santos e outros, Centro Cultural São Lourenço, Algarve, 2005.[23][24]
- Felsenküste – Azoren’ (Costa rochosa –  Açores), Schleswig-Holsteinisches Landesmuseum, Norddeutsche Galerie / Galeria do Norte da Alemanha, Schloss Gottorf, Schleswig, com quase 150 expositores do acervo do museu desde a Primeira Guerra Mundial até os dias atuais, incluindo obras de Käthe Kollwitz, Emil Nolde, Ernst Barlach, Oskar Kokoschka e os realistas do norte da Alemanha, 2018-2023.[25]
- H2O, Galerie Michael W. Schmalfuss, Contemporary Fine Arts, Berlim, 2020/2021.[26]

## Bibliografía
- Landschaften am Ende der Welt – Bilder von Ingo Kühl in Patagonien und Feuerland gemalt / Paisajes del fin del mundo - Cuadros de Ingo Kühl pintados en la Patagonia y Tierra del Fuego, con textos de Antonio Skármeta e Ingo Kühl, Berlim 2006.[27]
- Na cozinha dos artistas / in the artist's kitchen / in der Küche der Künstler, edição Centro Cultural São Lourenço, Almancil, 2007; ISBN 978-989-95328-0-9
- Tagebuch eines Malers (Diário de um pintor), biografia de Ingo Kühl, 2023, ISBN 978-3-98741-065-9.[28]